# Tominaga Yasuhiro
Yasuhiro Tominaga (sinh ngày 22 tháng 5 năm 1980) là một cầu thủ bóng đá người Nhật Bản.

## Sự nghiệp câu lạc bộ
Yasuhiro Tominaga đã từng chơi cho Nagoya Grampus Eight, Denso, Sagan Tosu, Yokohama F. Marinos và Consadole Sapporo.